# 케르치
케르치(우크라이나어: Керч, 러시아어: Керчь 케르치[*], 크림 타타르어: Keriç, 그리스어: Παντικάπαιον Pantikapaion 판티카파이온[*], 독일어: Kertsch, 튀르키예어: Gözleve, 고대 동슬라브어: Кърчевъ), 문화어: 께르치)는 크림반도 동부에 위치한 도시로 면적은 108km2, 높이는 10m, 인구는 151,300명(2006년 기준), 인구 밀도는 1,464.49명/km2이다. 행정 구역상으로는 러시아 크림 공화국(사실상) 또는 우크라이나 크림 자치 공화국(국제적인 승인)에 위치한다. 참고로 크림반도는 2014년 이후부터 우크라이나로부터 독립을 선언하여 러시아에 병합되었지만 대다수의 국가와 유엔은 이를 인정하지 않고 있다.

## 역사
케르치는 크림반도에서 가장 오래된 도시 가운데 한 곳이다. 기원전 7세기에 고대 그리스의 밀레토스에서 온 그리스인들의 식민 도시로 건설되었으며 비잔티움 제국(6세기), 하자르 카간국(7세기), 키예프 대공국(10세기 말), 몽골 제국(13세기), 오스만 제국(1475년 ~ 1774년), 러시아 제국(1774년 ~ 1917년)의 지배를 받았다.
크림 전쟁 중이던 1855년에는 영국 군대의 공격으로 인해 파괴되었지만 19세기 말에 기계, 시멘트, 통조림, 담배 공장이 들어서면서 재건되었다. 1900년에는 케르치 해협을 경유하는 철도 노선이 개통되었다. 제1차 세계 대전, 러시아 내전으로 인해 잠시 쇠퇴했지만 1920년대에 산업 시설이 들어서면서 급속히 발전했다. 제2차 세계 대전의 동부 전선의 격전지 가운데 한 곳이었으며 소련의 영웅 도시 중 한 곳이다.

## 교통, 산업
케르치는 아조프해, 흑해, 케르치 해협 연안과 접한 항구 도시로서 크림반도의 산업, 교통, 관광의 중심지 역할을 담당한다. 도시의 주요 산업은 금속 가공, 조선업, 어업이다. 시내에는 다수의 철도역과 소규모 공항이 들어서 있다. 1953년에는 크림반도와 크라스노다르 지방을 연결하는 페리 노선이 개통되었다.

## 기후
| Kerch의 기후                  | Kerch의 기후  | Kerch의 기후 | Kerch의 기후 | Kerch의 기후 | Kerch의 기후 | Kerch의 기후 | Kerch의 기후 | Kerch의 기후 | Kerch의 기후 | Kerch의 기후 | Kerch의 기후 | Kerch의 기후 | Kerch의 기후  |
| 월                            | 1월           | 2월          | 3월          | 4월          | 5월          | 6월          | 7월          | 8월          | 9월          | 10월         | 11월         | 12월         | 연간          |
| ----------------------------- | ------------- | ------------ | ------------ | ------------ | ------------ | ------------ | ------------ | ------------ | ------------ | ------------ | ------------ | ------------ | ------------- |
| 역대 최고 기온 °C (°F)        | 15.6 (60.1)   | 17.5 (63.5)  | 23.4 (74.1)  | 27.6 (81.7)  | 30.6 (87.1)  | 34.9 (94.8)  | 37.4 (99.3)  | 37.2 (99.0)  | 33.2 (91.8)  | 30.9 (87.6)  | 22.7 (72.9)  | 19.4 (66.9)  | 37.4 (99.3)   |
| 일평균 최고 기온 °C (°F)      | 3.5 (38.3)    | 3.8 (38.8)   | 7.8 (46.0)   | 14.3 (57.7)  | 20.2 (68.4)  | 25.0 (77.0)  | 28.1 (82.6)  | 27.8 (82.0)  | 22.6 (72.7)  | 16.3 (61.3)  | 9.8 (49.6)   | 5.3 (41.5)   | 15.4 (59.7)   |
| 일일 평균 기온 °C (°F)        | 0.6 (33.1)    | 0.4 (32.7)   | 3.8 (38.8)   | 9.8 (49.6)   | 15.4 (59.7)  | 20.3 (68.5)  | 23.4 (74.1)  | 23.1 (73.6)  | 17.9 (64.2)  | 12.2 (54.0)  | 6.2 (43.2)   | 2.4 (36.3)   | 11.3 (52.3)   |
| 일평균 최저 기온 °C (°F)      | −2.1 (28.2)   | −2.6 (27.3)  | 0.5 (32.9)   | 5.8 (42.4)   | 10.8 (51.4)  | 15.5 (59.9)  | 18.6 (65.5)  | 18.4 (65.1)  | 13.3 (55.9)  | 8.3 (46.9)   | 3.2 (37.8)   | −0.3 (31.5)  | 7.5 (45.5)    |
| 역대 최저 기온 °C (°F)        | −23.7 (−10.7) | −23.1 (−9.6) | −15.6 (3.9)  | −6.5 (20.3)  | −0.6 (30.9)  | 3.4 (38.1)   | 9.9 (49.8)   | 7.5 (45.5)   | 1.0 (33.8)   | −5.4 (22.3)  | −11.8 (10.8) | −17.6 (0.3)  | −23.7 (−10.7) |
| 평균 강수량 mm (인치)         | 33 (1.3)      | 32 (1.3)     | 34 (1.3)     | 32 (1.3)     | 30 (1.2)     | 55 (2.2)     | 36 (1.4)     | 49 (1.9)     | 38 (1.5)     | 29 (1.1)     | 45 (1.8)     | 44 (1.7)     | 457 (18.0)    |
| 평균 강우일수                 | 10            | 9            | 11           | 11           | 9            | 10           | 6            | 6            | 8            | 9            | 11           | 11           | 111           |
| 평균 강설일수                 | 8             | 8            | 5            | 0.2          | 0            | 0            | 0            | 0            | 0            | 0.1          | 2            | 7            | 30            |
| 평균 상대 습도 (%)            | 85            | 84           | 80           | 76           | 73           | 71           | 67           | 67           | 71           | 77           | 83           | 85           | 77            |
| 평균 월간 일조시간            | 70            | 88           | 145          | 190          | 274          | 306          | 334          | 308          | 252          | 184          | 91           | 56           | 2,298         |
| 출처 1: Pogoda.ru.net         |               |              |              |              |              |              |              |              |              |              |              |              |               |
| 출처 2: NOAA (sun, 1961–1990) |               |              |              |              |              |              |              |              |              |              |              |              |               |

## 사진

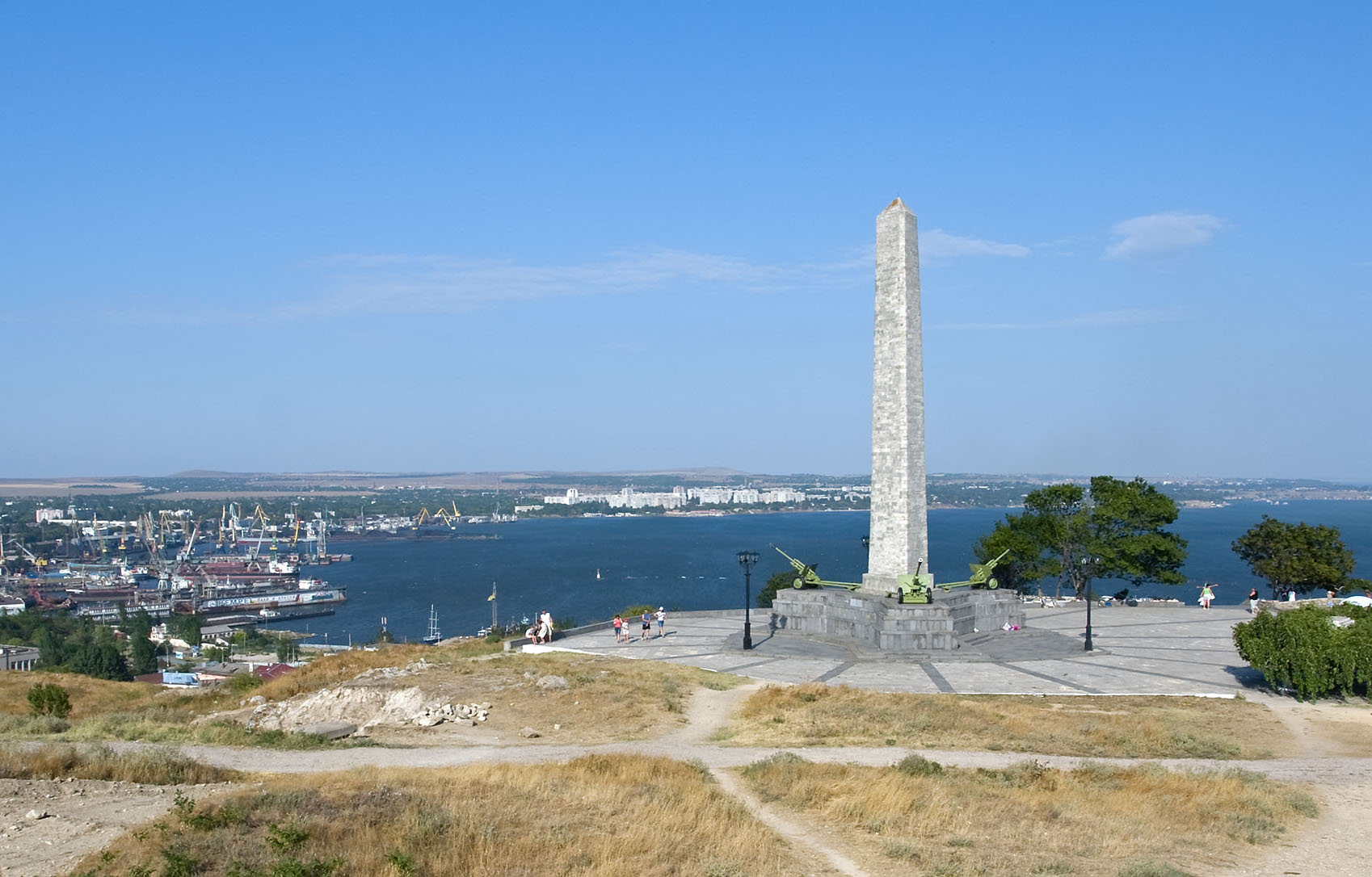
케르치에 세워진 영광의 오벨리스크
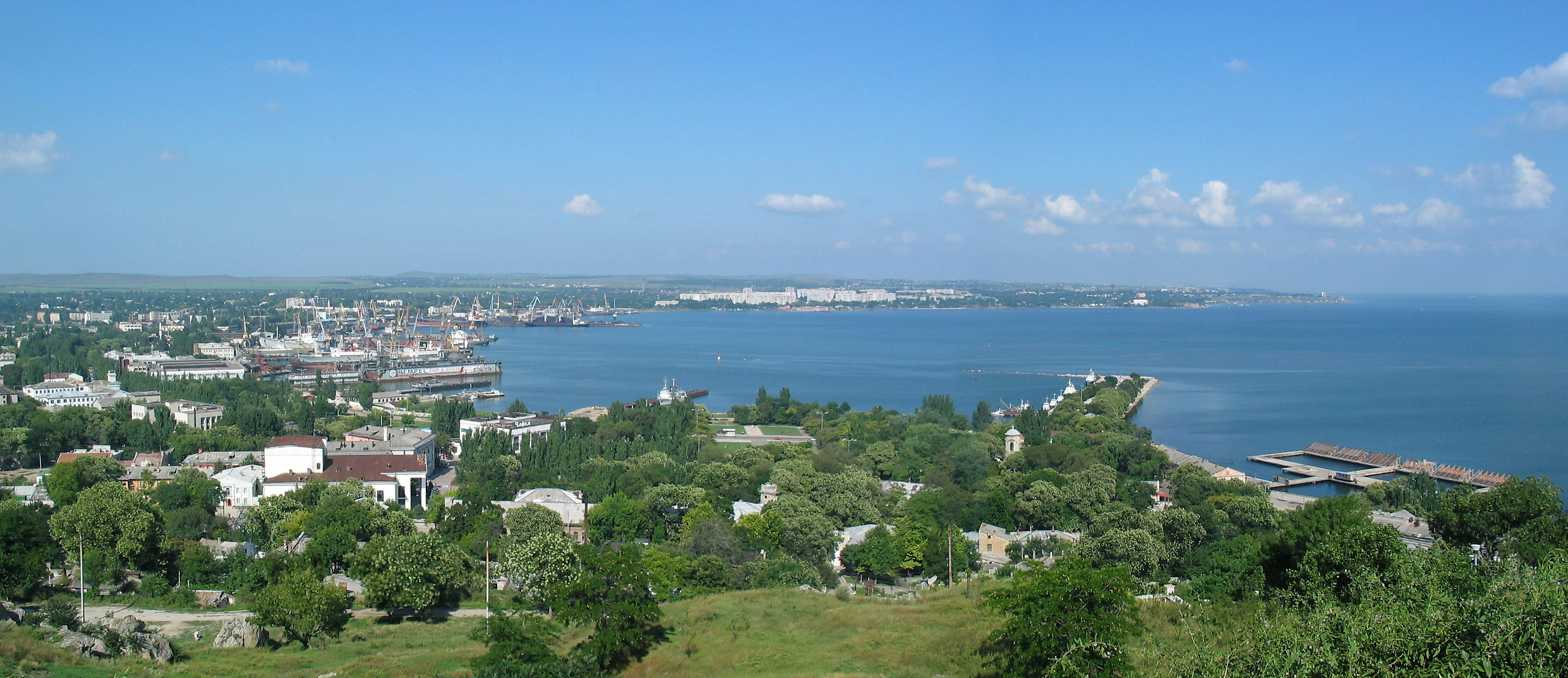
미트리다트 산에서 바라본 케르치
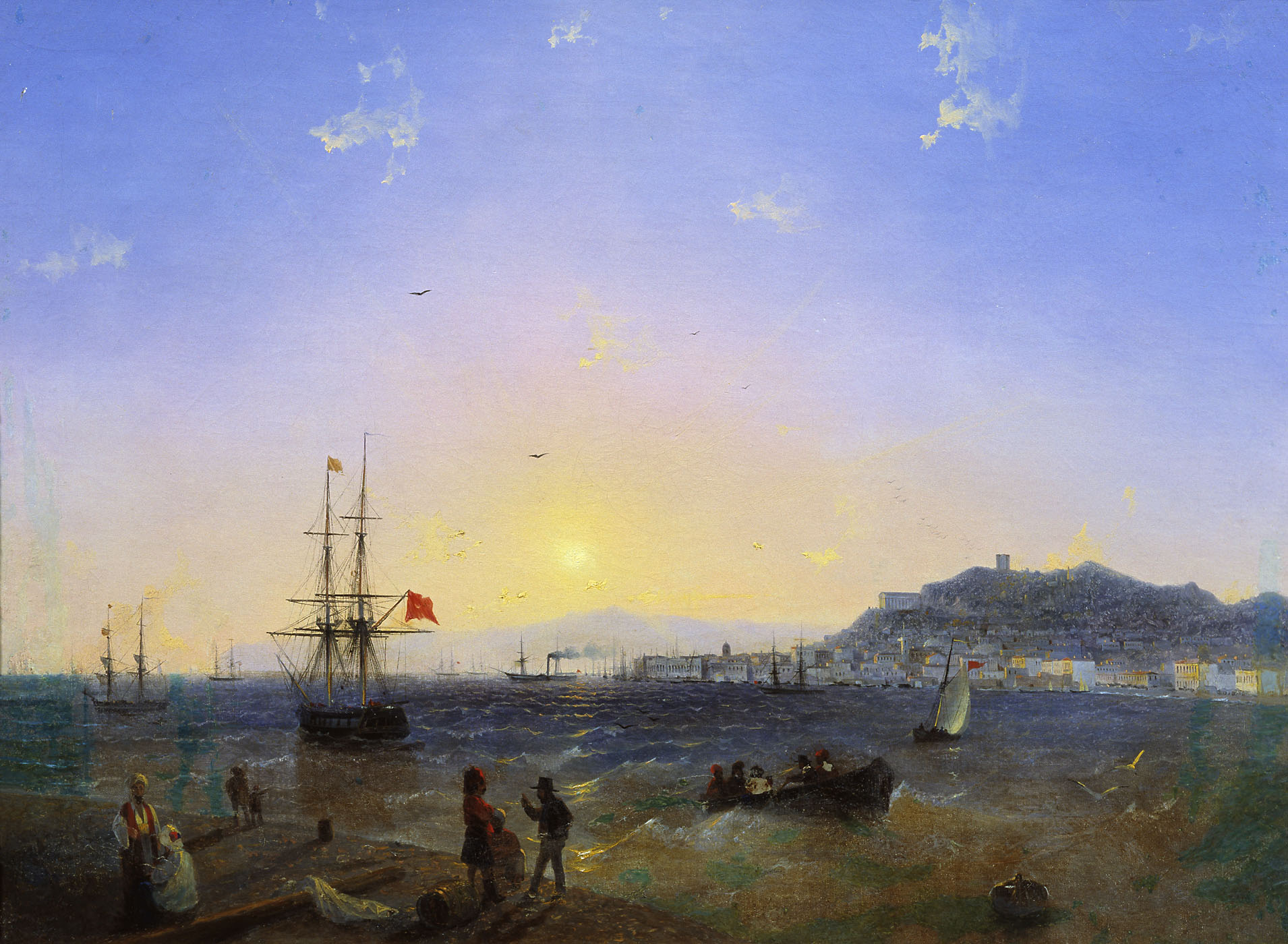
이반 아이바좁스키가 그린 케르치의 풍경 (1839년)

## 같이 보기
- 보스포로스 왕국
- 케르치 해협
- 투즐라섬